# The Golden Child
The Golden Child är en amerikansk film från 1986 i regi av Michael Ritchie. Den snabbkäftade privatdetektiven Chandler Jarrell (Eddie Murphy) får i uppdrag att rädda The Golden Child ("det gyllene barnet", spelad av J.L. Reate), ett barn som är en buddhistisk frälsare. Mörkrets makter har kidnappat barnet och vill använda honom för sina egna syften.

## Rollista
- J.L. Reate som The Golden Child
- Eddie Murphy som Chandler Jarrell
- Charles Dance som Sardo Numspa
- Charlotte Lewis som Kee Nang
- Victor Wong som The Old Man
- Randall "Tex" Cobb som Til
- James Hong som Doctor Hong
- Shakti Chen som Kala
- Tau Logo som Yu
- Tiger Chung Lee som Khan
- Pons Maar som Fu
- Peter Kwong som Tommy Tong
- Wally Taylor som Detective Boggs
- Eric Douglas som Yellow Dragon
- Charles Levin som TV Host
- Kenneth H. Frith Jr. som Friend at Pink's
- Bennett Ohta som Herb Shop Clerk
- Kinko Tsubouchi som Old Chinese Woman
- Govind Chipalu som Jabbering Old Man
- Chantara Nop som Security Man #1
- Phok Ok som Security Man #2
- Bob Tzudiker som Businessman Customer
- Cliffy Magee som Russell
- Jeff Soo Hoo som Waiter
- Bindra Joshi som Chicken Lady on Plane
- Judy Hudson som Tortoise Lady
- Ron Packham som Buttonman
- Marilyn Schreffler som Kala (röst)
- Frank Welker som The Thing (röst)

## Soundtrack
- Ann Wilson - "The Best Man in the World" (Musik av John Barry, text av Ann Wilson, Nancy Wilson & Sue Ennis)
- Ratt - "Body Talk" (Av Stephen Pearcy, Warren Demartini & Juan Croucier)
- "Wisdom of the Ages" (Komponerad och dirigerad av John Barry
- Robbie Buchanan "The Chosen One" (Av Michel Colombier)
- "Puttin' on the Ritz" (Av Irving Berlin)
- "Another Day's Life" (Av David Wheatley)